# Ека Дарвілл
Ека Дарвілл (англ. Eka Darville, народився 11 квітня 1989, Кернс) — австралійський актор. Найбільш відомий за роллю Дієго в телесеріалі «Первородні» і Малкольма Дюкасс в телесеріалі «Джессіка Джонс».

## Біографія
Дарвілл народився 11 квітня 1989 року в Кернсі, Квінсленд, в сім'ї афроямайца і канадки. Він навчався в середній школі в Байрон-Бей. В даний час він живе в місті Байрон-Бей, Новий Південний Уельс, і Сіднеї.

## Фільмографія

### Фільми
| Рік  |   | Українська назва          | Оригінальна назва                 | Роль   |
| ---- | - | ------------------------- | --------------------------------- | ------ |
| 2012 | ф | Сапфіри                   | The Sapphires                     | Хендо  |
| 2012 | ф | Містер Піп                | Mr. Pip                           | Піп    |
| 2013 | ф |                           | Blink                             | Фішер  |
| 2017 | ф |                           | Bernard and Huey                  | Конрад |
| 2018 | ф |                           | Her Smell                         | Я-ема  |
| 2024 | ф | Планета мавп: Королівство | Kingdom of the Planet of the Apes | Сільва |

### Телебачення
| Рік       |    | Українська назва       | Оригінальна назва         | Роль                             |
| --------- | -- | ---------------------- | ------------------------- | -------------------------------- |
| 2006      | тф | Випробування вогнем    | Answered by Fire          | хлопець Софі                     |
| 2008      | с  |                        | East of Everything        | скейтбордист                     |
| 2008      | с  | Велика хвиля           | Blue Water High           | Адам Брідж                       |
| 2009      | с  | Могутні рейнджери: RPM | Power Rangers R.P.M.      | Скотт Трумен / Червоний рейнджер |
| 2010      | с  | Спартак: Кров і пісок  | Spartacus: Blood and Sand | П'єтрос                          |
| 2011      | с  | Принцеса слонів        | The Elephant Princess     | Тейлор                           |
| 2011      | с  | Terra Nova             | Terra Nova                | Макс                             |
| 2012      | тф | Притулок               | Shelter                   | Боббі Репета                     |
| 2013      | с  | Щоденники вампіра      | The Vampire Diaries       | Дієго                            |
| 2013—2014 | с  | Первородні             | The Originals             | Дієго                            |
| 2015      | с  | Імперія                | Empire                    | Райан Морган                     |
| 2015—2019 | с  | Джессіка Джонс         | Jessica Jones             | Малкольм Дюкасс                  |
| 2017      | с  | Захисники              | The Defenders             | Малкольм Дюкасс                  |
| 2019—2020 | с  | Розкажи мені казку     | Tell Me a Story           | Бо Моріс                         |